# Jesse Green (Pianist)
Jesse Green (* 1971) ist ein amerikanischer Jazzmusiker (Piano, Komposition).

## Leben und Wirken
Green ist der Sohn des Posaunisten Urbie Green und der Sängerin Kathy Preston. Mit drei Jahren entdeckte er das Piano und erhielt mit sechs Jahren ersten Klavierunterricht. Mit zehn Jahren gewann er einen landesweiten Klavierwettbewerb, wechselte später auf die Posaune, trat aber weiterhin auch als Pianist auf. Erst im College entschied er sich für eine Laufbahn als Musiker. Als Student an der East Stroudsburg University spielte er weiterhin beide Instrumente. Mit 17 Jahren gewann er den National Downbeat Student Award für die beste Komposition mit seinem Stück Half & Half.
Seit 1992 hat Green drei Alben mit seinem Klavier-Trio und Gästen aufgenommen, die von Chiaroscuro Records veröffentlicht wurden. Er ist weiterhin auf Alben mit dem Dave Tofani Quartet und dem Greg Abate Quintet zu hören. Auch begleitete er Bobby Caldwell, Jenna Drey, Jerry Harris, Joanie Samra. Im Jahr 2000 beauftragte Hillary Clinton ihn, beim Millennium Dome in London den amerikanischen Jazz zu repräsentieren; auch spielte er bei der Feier an der Freiheitsstatue zum Beginn der Wiederherstellung von Ellis Island.
2009 war er Gast bei Marian McPartland in der Sendung Piano Jazz. Nach einem Gerichtsprozess wurde er 2014 zu einer mehrjährigen Freiheitsstrafe verurteilt, weil er eine fünf Jahre währende sexuelle Beziehung mit einem minderjährigen Mädchen hatte. Nach Verbüßung der Strafe ist er wieder mit seinem Pianotrio aktiv, zu dem nun Gene Perla und J. Taylor Leach gehören.

## Preise und Auszeichnungen
1998 belegte Green den ersten Platz beim vierten Jazz-Klavierwettbewerb der American Pianists Association in Indianapolis und wurde daher zum ersten Jazz Fellow der American Pianists Association ernannt. 2006 gewann er den ersten Platz bei der Great American Jazz Piano Competition in Jacksonville, Florida.

## Diskographische Hinweise
- Lift Off (Chiaroscuro 1992, mit Joe Cohn, Paul Rostock, Bobby Durham)
- Sea Journey (Chiaroscuro 1993, mit Michael Moore, Jackie Williams sowie Gary Burton, Gene Bertoncini, Joe Cohn)
- Sylvan Treasure (Chiaroscuro 2002, mit Frank Hauch, Bruce Cox sowie Patrick Doran, Chris Potter, Phil Woods, Dave Liebman, Jerry Davis)
- Phil Woods & Jesse Green: Songs for COTA 2010 (Philology Records 2010)